# Ericsson
Læs om Lars Magnus Ericsson, stifter af virksomheden Ericsson

Ericsson (officielt Telefonaktiebolaget LM Ericsson) er en svensk international telekommunikationsvirksomhed. Ericsson blev grundlagt i 1876 af Lars Magnus Ericsson. I nyere tid er IKT-løsninger (informationsteknologi) støt blevet en større del af Ericssons produktportefølje, senest med opkøbet af Microsoft Media Room i 2012, og både konceptuelt og praktisk arbejder Ericsson med at skabe forbindelser i det moderne netværkssamfund.
Ericsson er verdens største leverandør af teknologi og services til teleoperatører med en markedsandel på 38% (2012) . Ericsson er en af Sveriges største virksomheder og producerer telekommunikationsudstyr, datakommunikationssystemer og relaterede tjenester, herunder mobile netværk. Ericsson er yderligere opfinder af Bluetooth teknologien og spiller fortsat en vigtig rolle i udviklingen af mobile enheder, kabel-tv og IPTV-systemer, både direkte og gennem datterselskaber.
Ericsson Danmark er den førende leverandør af avancerede telekommunikationsløsninger til teleoperatører i Danmark. Produkterne omfatter de systemer og løsninger, som udgør selve infrastrukturen for tele-, data- og multimediakommunikation inden for både faste kabelbaserede og trådløse net. Derudover udvikler Ericsson en lang række M2M (en) løsninger (machine-to-machine), der sikrer intelligent kommunikation mellem enheder/ting, som bl.a. anvendes af store virksomheder inden for transportsektoren.
Ericsson Danmark omfatter moderselskabet Ericsson Danmark A/S med hovedkontor i København. Der er i alt ca. 350 beskæftigede i Ericsson Danmark. Ericsson Danmark er 100% ejet af og totalt integreret i den svenske Ericsson-koncern.
Ericsson blev grundlagt af Lars Magnus Ericsson i 1876, oprindeligt som telegrafudstyrsværksted, og blev oprettet som aktieselskab den 18. august 1918. Siden 2003 har Ericsson haft hovedkvarter i Kista, Stockholms Kommune, og betragtes som en del af The Wireless Valley. Siden midten af 1990'erne har Ericssons omfattende tilstedeværelse i Stockholm hjulpet byen til at blive et af Europas knudepunkter for forskning inden for informationsteknologi.
Ericsson har kontorer og operationer i mere end 180 lande med mere end 17.700 medarbejdere i Sverige alene og har desuden betydelig tilstedeværelse i lande som Brasilien, Kina, Finland, Indien, Irland, Italien, Ungarn, Storbritannien og USA.
I starten af det 20. århundrede dominerede Ericsson verdensmarkedet for manuelle telefoncentraler. Verdens største manuelle telefoncentral blev installeret af Ericsson i Moskva i 1916 og betjente 60.000 linjer. I løbet af 1990'erne havde Ericsson en markedsandel i installerede systemer til mobiltelefoner på 35-40%. Som de fleste andre inden for telekommunikationsindustrien led Ericsson store tab efter telekommunikationskrisen i begyndelsen af 2000'erne, og selskabet var nødt til at afskedige titusinder af ansatte på grund af den økonomiske krise.

## Grundlæggelse
Lars Magnus Ericsson begyndte sit arbejde med telefoner i sin ungdom som tekniker, hvor han arbejdede for et firma, der fabrikerede telegrafudstyr til det statslige agentur Telegrafverket. Som 30-årig startede han i 1876 et værksted for telegrafudstyr med hjælp fra vennen Carl Johan Andersson. Butikken lå placeret centralt i Stockholm og reparerede bl.a. telefoner fra udenlandske producenter.
I 1878 begyndte Ericsson at fabrikere og sælge sit eget telefonudstyr. Hans telefoner var dog ikke teknisk nyskabende eftersom teknologierne allerede var udbredt i USA. I 1878 indgik han en aftale om at levere telefoner og omstillingstavler til Sveriges første telefonselskab, Stockholms Allmänna Telefonaktiebolag.
Sideløbende blev Ericsson hyret af den lokale importør Numa Peterson til at justere telefoner fra Bell Telephone Company. Arbejdet inspirerede ham til at købe en række Siemens telefoner og analysere teknologien yderligere, og på grund af reparationsarbejdet for Telegrafverket og Svenske Jernbaner, var Ericsson fortrolig med både Bells og Siemens-Halskes telefoner.
Ericsson producerede hurtigt kvalitetsinstrumenter, og disse blev brugt af nye telefonselskaber, såsom Rikstelefon, til at levere en billigere service end Bell Group. Han havde ingen patent- eller royaltyproblemer, da Bell ikke havde patenteret deres opfindelser i Skandinavien. Hans baggrund som tekniker blev afspejlet i produktets høje standard og elegante design. Ved udgangen af 1878 begyndte han at fremstille sine egne telefoner meget i stil med Siemens’ telefoner, og det første produkt blev lanceret i 1879.
Efter at have etableret sit ry blev Ericsson storleverandør af telefonudstyr til Skandinavien. Da fabrikken ikke længere kunne holde trit med efterspørgslen, udliciterede man snedker- og belægningsopgaver. Mange råvarer skulle importeres, så i de følgende årtier erhvervede Ericsson andele i en række virksomheder for at sikre forsyning af nødvendige materialer som messing, kabel, ebonit, stål og valnød (anvendes til telefonkabinet).
Stockholms telefonnet voksede hurtigt i 1879, og derfor blev selskabet omdannet til en produktionsvirksomhed for telefoner. Men da Bell opkøbte det største telefonnet i Stockholm, tillod de kun at anvende deres egne telefoner, så Ericsson var nødsaget til at sælge deres produkter til uafhængige telefon-foreninger i de svenske landområder og de øvrige nordiske lande.
De høje priser på Bell-udstyr og tjenester fik i 1883 Henrik Tore Cedergren til at stifte det uafhængige telefonselskab Stockholms Allmänna Telefonaktiebolag. Bell ville ikke levere udstyr til konkurrenter, derfor indgik Henrik Tore Cedergren en kontrakt med Ericsson. I 1918 fusionerede de to virksomheder under navnet Allmänna Telefonaktiebolaget LM Ericsson.
Det efterfølgende år var LM Ericsson og Cedergren på rundrejse i USA for at samle inspiration. Her fandt de ud af, at amerikanske ingeniører var langt fremme i design af omstillingstavler, men i forhold til telefoner kunne Ericssons produkter sagtens matche alle andre tilgængelige på markedet.
I 1884 opfandt en tekniker ved navn Anton Aven fra Stockholms Allmänna Telefonaktiebolag en telefon, der kombinerede øre- og mundstykke fra en (på det tidspunkt) standard telefon til et håndsæt. Den blev brugt af operatører ved omstillingscentralerne, der skulle have en hånd fri, når de talte med deres kunder. Ericsson opsnappede denne opfindelse og indarbejdede den i deres produkter. Den første håndsæt-telefon fik navnet The Dachshund.

## Ekspansion
Da produktionen voksede i slutningen af 1890'erne, og det svenske marked synes at nå sit mætningspunkt, udvidede Ericsson produktionen til Storbritannien og Rusland. Dette var dels for at forbedre chancerne for at indgå lokale aftaler, og dels fordi den svenske fabrik ikke kunne holde trit med de høje forsyningskrav.
Storbritanniens National Telephone Company var blevet forsynet med Ericsson-udstyr i et stykke tid og var en stor kunde, og i 1897 udgjorde Storbritannien 28% af Ericssons samlede salg. På grund af den hurtige vækst af telefontjenester i Sverige var flere nordiske lande også blevet kunder hos Ericsson. Andre lande og kolonier fik også kendskab til Ericsson-produkter gennem deres moderland, og ved udgangen af 1890'erne udgjorde Australien og New Zealand Ericssons største ikke-europæiske marked.
På trods af succes uden for Europa havde Ericsson ikke fat i det amerikanske marked. The Bell Group og lokale virksomheder som Kellogg og Automatic Electric havde sat sig på dette marked, og Ericsson solgte til sidst sine amerikanske aktiver. Salget i Mexico gik derimod godt og førte til yderligere udvikling i de sydamerikanske lande. Derimod var salget stigende i Sydafrika, Kina, Mexico og andre sydamerikanske lande. Firmaet var nu multinationalt og i hurtig vækst, og i 1901 trådte Lars Magnus Ericsson ud af selskabet og gik på pension. Han døde i 1926 i en alder af 80 år.

## Automatisk udstyr
Besynderligt nok ignorerede Ericsson væksten af automatisk telefoni i USA, og i stedet koncentrerede man sig om at presse mest mulig salg ud af de manuelle designs. Denne svaghed blev for alvor tydelig hen mod 1910, og virksomheden brugte årene op til 1920 på at udbedre situationen. Deres første nummerskive-telefon blev produceret i 1921, men salget af de tidlige automatiske koblingssystemer var langsomme, da udstyret skulle bevise sig selv på verdensmarkedet. Første Verdenskrig, Den Store Depression og Den Russiske Revolution satte en bremseklods for selskabets udvikling og begrænsede det internationale salg til lande som Australien.

## Stakeholder forandringer
Opkøbet af relaterede virksomheder lagde pres på Ericssons finanser, og i 1925 tog Karl Fredric Wincrantz kontrol over selskabet ved at købe aktiemajoriteten. Wincrantz var delvist finansieret af Ivar Kreuger, en international finansmand, og virksomheden blev omdøbt til Telefon AB LM Ericsson. På dette tidspunkt begyndte Kreuger at udvise interesse for selskabet, som var storaktionær af Wincrantz holdingselskaber.
I 1928 begyndte Ericsson sin lange tradition for "A"- og "B"-aktier, hvor en "A"- aktie har 1000 stemmer mod en "B"-aktie. Wincrantz kontrollerede selskabet ved kun at have et par "A"-aktier, men ikke et flertal af aktierne. Ved at udstede en masse "B"-aktier blev der skudt penge i virksomheden samtidig med, at magtbalancen forblev status quo. I 1930 blev en anden udgave af "B"-aktierne udstedt, og Kreuger erhvervede sig aktiemajoriteten i selskabet med en blanding af "A"- og "B"-aktier. Han købte disse aktier med penge udlånt af LM Ericsson og tog derefter et stort lån i sit eget firma Kreuger & Toll, hvor han stillede store dele af LM Ericsson som sikkerhed. Han brugte firmaets aktiver og navn til en række tvivlsomme internationale finanstransaktioner, der havde meget lidt med telefoni at gøre.
Det økonomisk svækkede Ericsson blev nu set som et potentielt overtagelsesmål af fra ITT Corporation, Ericssons største internationale konkurrent. I 1931 erhvervede ITT sig aktiemajoriteten i Ericsson gennem Kreuger, men denne nyhed blev ikke offentliggjort i lang tid, da den svenske regering havde indført en grænse for udenlandske aktieposter i nationale virksomheder. I lang tid var aktierne listet i Kreugers navn, og til gengæld fik Kreuger tilbudt at købe ITT-aktier med en mulig fortjeneste på 11 millioner dollars. Da ITT ønskede at annullere aftalen i 1932, opdagede man, at der ikke var nogen penge tilbage i virksomheden, kun et stort krav på samme Kreuger & Toll, som Kreuger selv havde lånt penge til. Det var lykkedes Kreuger at opkøbe LM Ericsson for firmaets egne penge.
Nu hvor Kreuger ikke længere havde kontrollen, blev det hurtigt tydeligt, hvor usikkert selskabets finansielle situation var. Kreuger havde brugt selskabet som sikkerhed for lån, men på trods af hans fortjeneste, var han ude af stand til at tilbagebetale lånene. Ericsson fandt ud af, at de havde investeret i nogle tvivlsomme aktiehandler, hvis tab var betydelige. ITT undersøgte aftalen og fandt ud af, at de var blevet alvorligt vildledt om Ericssons værdi. ITT bad Kreuger om at komme til New York i forbindelse med en konference, men Kreuger fik et "sammenbrud". I takt med at nyheden om Kreugers finansielle situation spredte sig, lagde bankerne pres på ham om at stille sikkerhed for sine lån. ITT aflyste købet af Ericsson aktier, og da Kreuger ikke kunne tilbagebetale de 11 millioner dollars, begik han selvmord i Paris i 1932. ITT ejede en tredjedel af Ericsson, men blev forbudt at udøve ejerskabet på grund af et afsnit i Ericssons vedtægter om, at ingen udenlandsk investor fik lov til at kontrollere mere end 20% af stemmerne.

## Wallenberg-æraen begynder
En grundlæggende stabil og rentabel virksomhed som Ericsson blev kun reddet fra konkurs og lukning med hjælp fra loyale banker og en vis opbakning fra regeringen. Marcus Wallenberg Jr. forhandlede en aftale på plads med adskillige svenske banker, bl.a. Stockholms Enskilda Bank (nu del af Skandinaviska Enskilda Banken) og andre investeringsbanker om at genopbygge Ericsson økonomisk. Bankerne, der var kontrolleret af Wallenberg-familien, øgede gradvist deres besiddelse af LM Ericsson "A"-aktier, og i 1960 indgik Wallenberg-familien en aftale med ITT om at købe deres aktieandel i Ericsson, og siden har de kontrolleret virksomheden.

## Markedsudvikling
I 1920'erne og 1930'erne begyndte mange regeringer at centralisere organiseringen af verdens telefonmarkeder. De fragmenterede by-til-by systemer blev i stedet sammenlagt og udbudt til få store teleselskaber. 
 Ericsson formåede at vinde nogle af disse kontrakter, hvilket var afgørende for selskabet, da det betød salg af udstyr til det voksende telefonnetværk.
Der var en række forhandlinger mellem de store telefonselskaber om at opdele verdensmarkederne mellem sig, men ITT imperiet var så stort, at det var svært at konkurrere med. På grund af finansielle problemer blev Ericsson tvunget til at reducere sit arbejde med telefonselskaber og gå tilbage til virksomhedens udgangspunkt: fremstilling af telefoner og koblingsanlæg. Denne omstrukturering foregik ret smertefrit takket være de oversøiske produktionsanlæg og forsyningsselskaber. Disse havde ikke været involveret i de tidligere lyssky finansielle forhandlinger og var generelt sunde virksomheder.
Beeston fabrikken i Storbritannien blev et nyttigt aktiv. Fabrikken havde været et joint venture mellem Ericsson og National Telephone Company, og den producerede automatisk koblingsudstyr og eksporterede store sendinger til tidligere kolonier som Sydafrika og Australien. Den britiske regering fordelte kontrakterne på udstyr mellem konkurrerende fabrikanter, men Ericssons produktionsfaciliteter i Storbritannien gjorde det muligt for dem at vinde majoriteten af kontrakterne.
Salget blev genoptaget efter den Store Depression, men selskabet har aldrig siden opnået den store markedsandel det havde ved århundredeskiftet.
Selvom Ericsson stadig producerede en bred vifte af telefoner, blev koblingsudstyr stadig en vigtigere del af sortimentet. De ellers så karakteristiske Ericsson stilarter blev hurtigt overvundet af den stigende anvendelse af formstøbte termoplast telefoner (Bakelit, etc.).

## Videreudvikling
I 1954 udgav de Ericofon, der var så radikal i stil og design, at den hurtigt blev et attraktivt samlerobjekt. I 1956 indførte de verdens første fuldautomatiske mobiltelefonsystem MTA og i 1960’erne udsendte de en af verdens første håndfri højttalertelefoner. Ericssons crossbar koblingsudstyr (crossbar switching) er fundamentet for mange telefonadministrationer verden over, og dens indflydelse kan stadig mærkes på mobiltelefonområdet i dag takket være dens høje kvalitet.

## Ericsson i nyere tid (2000-2012)
Omkring begyndelsen af det 21. århundrede begyndte virksomheder og regeringer at presse på for at etablere standarder for mobilt internet. I maj 2000 oprettede Europa-Kommissionen Wireless Strategic Initiativ, et konsortium bestående af de fire førende leverandører af telekommunikation i Europa: Ericsson (Sverige), Nokia (Finland), Alcatel (Frankrig), og Siemens AG (Tyskland). Målet var at udvikle og afprøve nye prototyper for avancerede trådløse kommunikationssystemer.
I december 1999 indgik Microsoft og Ericsson et strategisk partnerskab om at kombinere Microsofts webbrowser og server-software med Ericssons mobil-internetteknologier. Det blev til et kortvarigt joint venture under navnet Ericsson Microsoft Mobile Venture AB, der sluttede i oktober 2001, da Ericsson overtog hele foretagendet og i stedet indgik en licensaftale med Microsoft. Samme måned annoncerede Ericsson lanceringen af Sony Ericsson, en mobiltelefonforretning med Sony Corporation. Sony Ericsson forløb indtil februar 2012, hvor Sony opkøbte Ericssons aktieandel. Ericsson annoncerede, at de ville fokusere på det globale trådløse marked i stedet. 
Faldende aktiekurser og store tab af arbejdspladser ramte de globale teleselskaber i 2001, da dot.com-boblen sprængte. De store producenter af udstyr som Motorola (US), Lucent Technologies (US), Cisco Systems (US), Marconi (UK), Siemens AG (Tyskland), Nokia (Finland) samt Ericsson annoncerede enstemmigt fyringer både i deres hjemlande og datterselskaber over hele verden. Antallet af arbejdspladser hos Ericsson faldt i 2001 fra 107.000 til 85.000 på verdensplan.
Den nedadgående spiral fortsatte ind i 2002, hvor investortab rundede 2 milliarder USD, og aktiekurserne faldt med 95 procent frem til august samme år. Mere end en halv million mennesker mistede deres job i den globale telecom-industri over de to år. Da det amerikanske teleselskab WorldCom krakkede med mere end 107 milliarder USD i aktiver, var det det største kollaps i amerikansk historie. Sektorens problemer medførte konkurser og fyringer og ledte til ændringer i ledelsen af en række store selskaber. Ericsson blev tvunget til at afskedige 20.000 ansatte og søge omkring 3 milliarder USD fra sine aktionærer. Dot.com-boblen skulle vise sig at have vidtrækkende konsekvenser for Ericsson og hele industrien med flere års frasalg og opkøb.
I juni 2002 købte Infineon Technologies AG (dengang den sjettestørste leverandør af halvledere og et datterselskab til Siemens AG) Ericssons mikroelektronik-afdeling for 400 millioner USD. I oktober 2005 overtog Ericsson hovedparten af den britiske telekommunikationsproducent Marconi Company. Et år senere solgte Ericsson den del af forretningen, der hed Ericsson Microwave Systems, og som hovedsageligt producerede sensor- og radarsystemer til Saab AB som omdøbte virksomheden til Saab Microwave Systems. Salget betød, at Saab Ericsson Space nu var suverænt ejet af Saab, og ikke længere var et joint venture som tidligere.
I 2007 købte Ericsson Redback Networks og Entrisphere – henholdsvis et teleselskab (edge-router maker) og en producent af fibernet teknologi. I 2008 solgte Ericsson sin virksomhed PBX Division til Aastra Technologies, og erhvervede sig Tandberg Television, afdelingen for tv-teknologi i det norske selskab Tandberg. I 2009 købte Ericsson to selskaber fra telefirmaet Nortel: CDMA2000 og LTE for 1,18 milliarder USD. Desuden købte Ericsson det tyrkiske Bizitek og estiske Elcoteq samt afsluttede sin overtagelse af det tyske firma LHS
Erhvervelser i 2010 tæller aktiver fra The Strategy and Technology Group of inCode, en nordamerikansk konsulentvirksomhed, aktiemajoriteten i Nortels selskab LG-Nortel (nu kendt som LG-Ericsson), samt amerikansk-spanske Optimi Corporation, en forhandler af telekommunikation, og det italienske IT-konsulentfirma Pride.
I 2011 erhvervede Ericsson sig fremstillings- og forskningsfaciliteter og personale fra Guangdong Nortel Telecommunication Equipment Company (GDNT) samt Nortels Multiservice Switch forretning. Ericsson dannede også en strategisk alliance med Akamai Technologies for at udvikle og markedsføre mobile cloud-accelerationstjenester. Ericsson erhvervede det amerikanske selskab Telcordia Technologies i januar 2012 for at styrke sin position i operationer og virksomhedssupportsystemer (OSS / BSS).

## Ekspansion til broadcast TV og IPTV
i 2012 opkøber Ericsson Technicolors serviceafdeling, Microsofts Mediaroom og Red Bee Media, der årligt leverer 100.000 timers undertekster til TV-udbydere verden over. Dette gør Ericsson til markedets største leverandør af IPTV - digitalt TV og multimedie løsninger - og multi-screen løsninger og i 1. kvartal af 2013 leverer Ericsson administrative ydelser til mere end 1 milliard abonnementer på verdensplan.